# Kick IIII
Kick IIII (estilizado como kick iiii) es el séptimo álbum de estudio de la productora discográfica y cantante venezolana Arca. El álbum estaba programado para ser lanzado el 3 de diciembre de 2021, pero se lanzó anticipadamente el 2 de diciembre de 2021, a través de XL Recordings como una continuación de su disco de 2021 Kick III, y es la cuarta entrada en el quinteto Kick. Kick IIII fue apoyado por el sencillo principal «Queer» con Planningtorock, y cuenta con el violonchelista Oliver Coates, la líder de Garbage Shirley Manson, Planningtorock, así como la producción de Cardopusher.

## Antecedentes
Tras el lanzamiento de Kick I, surgió la noticia de que Arca lanzaría tres álbumes más de Kick para hacer una tetralogía. La artista le dijo a Pitchfork: «Habrá cuatro volúmenes. El tercero es un poco más introvertido que Kick I, un poco más parecido a mi álbum homónimo, supongo. El cuarto es solo piano, sin voces. Ahora mismo, el menos definido, curiosamente, es el tercero. Todo se está gestando ahora mismo [...] Cada Kick existe en una especie de estado cuántico hasta el día en que lo envío a masterizar. Intento no comprometerme hasta que tengo que hacerlo. Pero tengo una visión para él. El segundo tiene mucho ritmo, manipulación vocal, manía y locura».
Al año siguiente, Arca lanzó su extended play Madre y participó en Dawn of Chromatica, un álbum de remixes de Lady Gaga, donde remezcló la colaboración de Ariana Grande «Rain on Me». Mientras hablaba sobre la canción en las redes sociales, Arca declaró: «También es la última vez que deconstruyo de manera lúdica mis canciones 'Time' y 'Mequetrefe', mientras nos despedimos de la era Kick I y nos adentramos en la era Kick II y más allá». Kick IIII se anunció el 18 de noviembre, junto con el lanzamiento del sencillo principal «Queer», con la voz del músico inglés Planningtorock. Arca describió el álbum como «la entrada de una carga sensual en el ciclo; mi propia fe convertida en canción, un destello celestial posthumano, una modulación de ancho de pulso psicosexual, queeriza el vacío, el abismo transmutado alquímicamente en una deconstrucción de lo que es bello, es un hechizo curativo, el reconocimiento del extraterrestre en el interior, un estallido de piel vieja, un tendón nuevo y fresco que ondula hacia afuera desde un núcleo palpitante, la primera patada prenatal, prueba de que existe una sensibilidad con una voluntad más allá del control de sus creadores que se expresa desde dentro del útero».

## Recepción de la crítica
En el sitio de reseñas Metacritic, Kick IIII recibió una puntuación de 77 sobre 100, según las reseñas de 13 críticos, lo que indica «críticas generalmente favorables».

## Lista de canciones
| N.º | Título                                    | Productor(es) | Duración |  |
| 1.  | «Whoresong»                               |               | 2:14     |  |
| 2.  | «Esuna» (featuring Oliver Coates)         |               | 2:19     |  |
| 3.  | «Xenomorphgirl»                           |               | 2:55     |  |
| 4.  | «Queer» (featuring Planningtorock)        | Ghersi        | 3:30     |  |
| 5.  | «Witch» (featuring No Bra)                | Ghersi        | 3:32     |  |
| 6.  | «Hija»                                    |               | 2:45     |  |
| 7.  | «Boquifloja»                              |               | 5:22     |  |
| 8.  | «Alien Inside» (featuring Shirley Manson) |               | 2:04     |  |
| 9.  | «Altar»                                   |               | 3:37     |  |
| 10. | «Lost Woman Found»                        |               | 4:12     |  |
| 11. | «Paw»                                     |               | 4:08     |  |